# Kludno
Kludno – jezioro morenowe w woj. wielkopolskim, w powiecie międzychodzkim, w gminie Międzychód, w obrębie wsi Kolno, leżące na terenie Pojezierza Poznańskiego. Wschodni brzeg jeziora graniczy z rezerwatem Kolno Międzychodzkie.

## Dane morfometryczne
Powierzchnia zwierciadła wody wynosi 6,98 ha.

## Przyroda
Na wschodnim brzegu jeziora zlokalizowany jest leśny rezerwat przyrody Kolno Międzychodzkie, chroniący głównie okazałe drzewostany dębowe oraz wiele rzadkich gatunków roślin. Najliczniej reprezentowanym pod tym względem gatunkiem chronionym jest przylaszczka pospolita (Hepatica nobilis), która rośnie sporadycznie w pobliżu jeziora. Znaleziono tu także jedno stanowisko marzanki wonnej (Galium odoratum), zaś przy ujściu rzeki Kamionki znajduje się także dość liczne stanowisko porzeczki czarnej (Ribes nigrum), charakteryzującej rosnący tu ols porzeczkowy.